# Kasteel Bellenhof

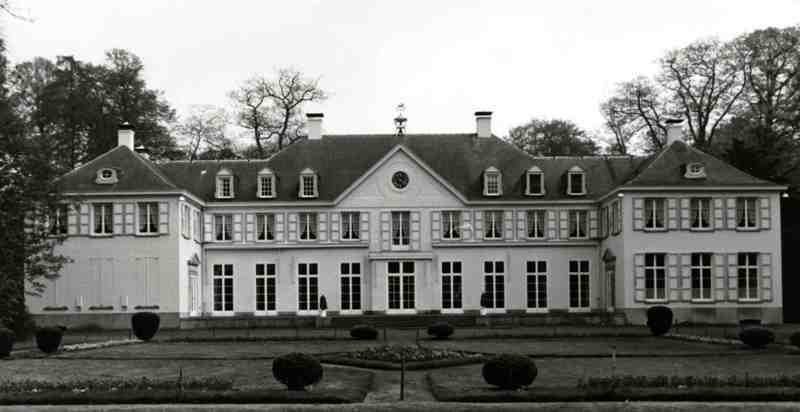
Kasteel Bellenhof

Het Kasteel Bellenhof (een verbastering van Beelenhof) is een kasteel in de tot de Antwerpse gemeente Brasschaat behorende plaats Maria-ter-Heide, gelegen aan de Bredabaan 704-706 en 710.

## Geschiedenis
Het kasteel werd gebouwd in 1770-1771 door baron de Beelen, welke als de grondlegger van het dorp kan worden beschouwd. Hij kocht een uitgestrekt domein in 1768 en verkavelde dat deels, terwijl hijzelf ook een domein behield, om daar een hof van plaisantie te bouwen. Ook liet hij een kapel bouwen. Het Beelenhof wisselde nadien meermaals van eigenaar.
Einde 19e eeuw werden veel terreinen onteigend voor de aanleg van het militaire Kamp van Brasschaat. Het kasteel werd tijdens de Tweede Wereldoorlog verwoest maar nadien herbouwd met toevoeging van twee dwarsvleugels.

## Gebouw
Het betreft een bouwwerk met U-vormige plattegrond in neoclassicistische stijl.